# Светско првенство у хокеју на леду 2003 — Дивизија III
Светско првенство у хокеју на леду - Дивизија III 2003. је хокејашки турнир који се одржава под окриљем Светске хокејашке федерације (ИИХФ).

## Такмичење
Мечеви су се играли у Окланду (Нови Зеланд).
| Датум    | Репрезентација | Репрезентација | Резултат | Трећине         |
| -------- | -------------- | -------------- | -------- | --------------- |
| 3. април | Нови Зеланд    | Турска         | 7:1      | (2:0, 2:1, 3:0) |
| 5. април | Нови Зеланд    | Луксембург     | 7:2      | (3:1, 3:0, 1:1) |
| 6. април | Луксембург     | Турска         | 5:3      | (1:1, 0:0, 4:2) |

|  | Пласман Светско првенство 2004 — Дивизија II |

| Репрезентација | Ут | П | Н | И | Гд | Гп | ГР  | Бод. |
| -------------- | -- | - | - | - | -- | -- | --- | ---- |
| Нови Зеланд    | 2  | 2 | 0 | 0 | 14 | 3  | +11 | 4    |
| Луксембург     | 2  | 1 | 0 | 1 | 7  | 10 | -3  | 2    |
| Турска         | 2  | 0 | 0 | 2 | 4  | 12 | -8  | 0    |

 Нови Зеланд и  Луксембург су се пласирали у Дивизију II